# STC1
STC1 (англ. Stanniocalcin 1) – білок, який кодується однойменним геном, розташованим у людей на короткому плечі 8-ї хромосоми. Довжина поліпептидного ланцюга білка становить 247 амінокислот, а молекулярна маса — 27 621.
| 10         |  | 20         |  | 30         |  | 40         |  | 50         |
| ---------- |  | ---------- |  | ---------- |  | ---------- |  | ---------- |
| MLQNSAVLLV |  | LVISASATHE |  | AEQNDSVSPR |  | KSRVAAQNSA |  | EVVRCLNSAL |
| QVGCGAFACL |  | ENSTCDTDGM |  | YDICKSFLYS |  | AAKFDTQGKA |  | FVKESLKCIA |
| NGVTSKVFLA |  | IRRCSTFQRM |  | IAEVQEECYS |  | KLNVCSIAKR |  | NPEAITEVVQ |
| LPNHFSNRYY |  | NRLVRSLLEC |  | DEDTVSTIRD |  | SLMEKIGPNM |  | ASLFHILQTD |
| HCAQTHPRAD |  | FNRRRTNEPQ |  | KLKVLLRNLR |  | GEEDSPSHIK |  | RTSHESA    |

A: Аланін

C: Цистеїн

D: Аспарагінова кислота

E: Глутамінова кислота

F: Фенілаланін

G: Гліцин

H: Гістидин

I: Ізолейцин

K: Лізин

L: Лейцин

M: Метіонін

N: Аспарагін

P: Пролін

Q: Глутамін

R: Аргінін

S: Серин

T: Треонін

V: Валін

Кодований геном білок за функцією належить до гормонів. 
Задіяний у такому біологічному процесі, як альтернативний сплайсинг. 
Секретований назовні.